# 趙官
趙官（1479年—？年），字惟賢，四川合州人，民籍，治《詩經》，明朝政治人物。

## 生平
四川鄉試第十一名舉人。正德六年（1511年）中式辛未科會試第一百十二名，登第三甲第一名進士。

## 家族
曾祖趙以仁；祖父趙忠，曾任知縣；父趙應舉，曾任通判。前母木氏；母秦氏。